# Châteaumeillant
Châteaumeillant est une commune française située dans le département du Cher en région Centre-Val de Loire.

## Géographie
Châteaumeillant se situe à une altitude de 245 m environ dans le Boischaut Sud à la pointe nord de la Châtaigneraie, dans le département du Cher, sur l'axe reliant Châteauroux à Montluçon, aux limites du Bassin parisien (dont elle fait encore partie) et du Massif central qui débute au sud de la ville ; on s'en aperçoit en traversant la petite forêt dénommée le bois de Maritet sur la route vers Boussac.
La commune est chef-lieu du canton, même après 2015.

### Hameaux de la commune
La Bidoire, Beaumerle, Dargout, La Filaine, La Betoule.

### Climat
Pour des articles plus généraux, voir Climat du Centre-Val de Loire et Climat du Cher.
En 2010, le climat de la commune est de type climat océanique dégradé des plaines du Centre et du Nord, selon une étude du CNRS s'appuyant sur une série de données couvrant la période 1971-2000. En 2020, Météo-France publie une typologie des climats de la France métropolitaine dans laquelle la commune est dans une zone de transition entre le climat océanique altéré et le climat de montagne ou de marges de montagne et est dans la région climatique  Ouest et nord-ouest du Massif Central, caractérisée par une pluviométrie annuelle de 900 à 1 500 mm, maximale en automne et en hiver.
Pour la période 1971-2000, la température annuelle moyenne est de 11,2 °C, avec une amplitude thermique annuelle de 15,7 °C. Le cumul annuel moyen de précipitations est de 814 mm, avec 11 jours de précipitations en janvier et 7,6 jours en juillet. Pour la période 1991-2020, la température moyenne annuelle observée sur la station météorologique installée sur la commune est de 11,9 °C et le cumul annuel moyen de précipitations est de 799,3 mm,. Pour l'avenir, les paramètres climatiques de la commune estimés pour 2050 selon différents scénarios d'émission de gaz à effet de serre sont consultables sur un site dédié publié par Météo-France en novembre 2022.
| Mois                                  | jan.             | fév.            | mars          | avril         | mai           | juin          | jui.          | août           | sep.          | oct.            | nov.             | déc.          | année      |
| ------------------------------------- | ---------------- | --------------- | ------------- | ------------- | ------------- | ------------- | ------------- | -------------- | ------------- | --------------- | ---------------- | ------------- | ---------- |
| Température minimale moyenne (°C)     | 1,3              | 0,7             | 2,5           | 4,5           | 8,1           | 11,5          | 13,2          | 13,1           | 9,6           | 7,8             | 4,2              | 1,9           | 6,5        |
| Température moyenne (°C)              | 4,6              | 5               | 8             | 10,5          | 14,3          | 17,9          | 20            | 20             | 16,1          | 12,7            | 8                | 5,2           | 11,9       |
| Température maximale moyenne (°C)     | 8                | 9,4             | 13,4          | 16,6          | 20,4          | 24,3          | 26,9          | 26,9           | 22,6          | 17,6            | 11,9             | 8,5           | 17,2       |
| Record de froid (°C) date du record   | −20,9 16.01.1985 | −14,8 07.02.12  | −14 01.03.05  | −6,8 04.04.22 | −2 06.05.02   | 1,3 03.06.06  | 4,6 02.07.11  | 2,8 29.08.1998 | −3 27.09.1972 | −8,4 30.10.1997 | −11,1 22.11.1993 | −13 16.12.01  | −20,9 1985 |
| Record de chaleur (°C) date du record | 20,5 01.01.22    | 23,7 24.02.1990 | 25,8 16.03.12 | 30 30.04.05   | 34,2 27.05.05 | 40,2 27.06.11 | 41,2 23.07.19 | 41,7 13.08.25  | 38 06.09.23   | 33,9 02.10.23   | 27,1 08.11.15    | 25 04.12.1985 | 41,7 2025  |
| Précipitations (mm)                   | 64,3             | 52,9            | 51,9          | 68            | 84,3          | 68            | 65,7          | 60             | 70,8          | 73,8            | 71,4             | 68,2          | 799,3      |

### Hydrographie
- Étang communal, appelé l’étang Merlin, alimenté par le ruisseau de la grange
- Le centre-ville est entouré par deux petites rivières qui sont la Sinaise, à l'ouest, et la Goutte Noire, à l'est. Si elles n'ont pas un débit très élevé, elle délimitent un plateau sur lequel la ville s'est édifiée.

### Transports et voies de communications

#### Desserte ferroviaire
Aucune

#### Bus
Châteaumeillant est desservie par la ligne F du Réseau de mobilité interurbaine.

#### Sentier de randonnées
La commune est située sur le sentier de grande randonnée de pays : Sur les pas des maîtres sonneurs.

## Urbanisme

### Typologie
Au 1er janvier 2024, Châteaumeillant est catégorisée commune rurale à habitat dispersé, selon la nouvelle grille communale de densité à 7 niveaux définie par l'Insee en 2022.
Elle est située hors unité urbaine et hors attraction des villes,.

### Occupation des sols
L'occupation des sols de la commune, telle qu'elle ressort de la base de données européenne d’occupation biophysique des sols Corine Land Cover (CLC), est marquée par l'importance des territoires agricoles (83,4 % en 2018), en diminution par rapport à 1990 (84,9 %). La répartition détaillée en 2018 est la suivante :
prairies (48,3 %), zones agricoles hétérogènes (20,9 %), terres arables (11,2 %), forêts (8,2 %), zones urbanisées (6,6 %), cultures permanentes (3 %), mines, décharges et chantiers (1,1 %), eaux continentales (0,7 %).
L'évolution de l’occupation des sols de la commune et de ses infrastructures peut être observée sur les différentes représentations cartographiques du territoire : la carte de Cassini (XVIIIe siècle), la carte d'état-major (1820-1866) et les cartes ou photos aériennes de l'IGN pour la période actuelle (1950 à aujourd'hui).

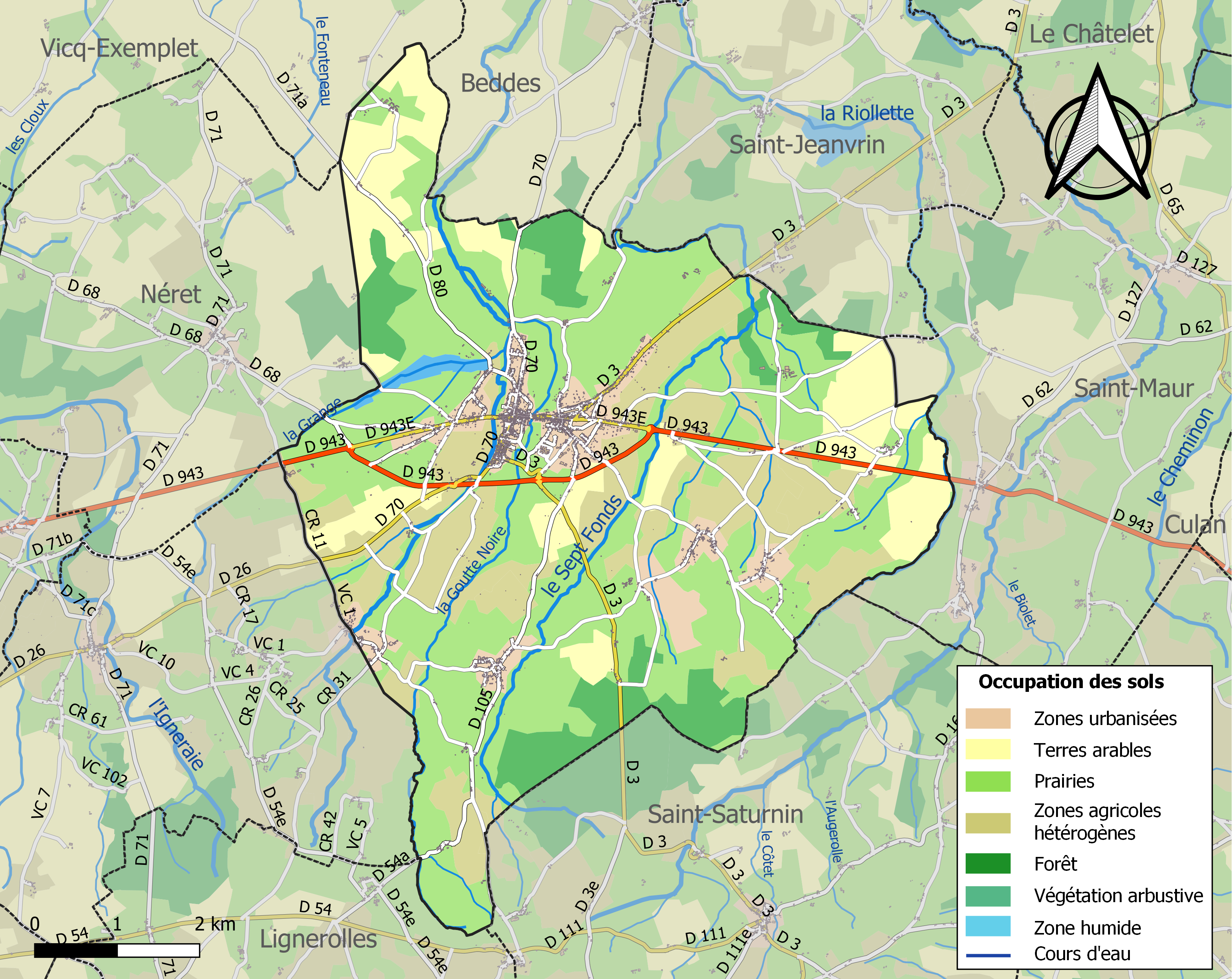
Carte des infrastructures et de l'occupation des sols de la commune en 2018 (CLC).

### Risques majeurs
Le territoire de la commune de Châteaumeillant est vulnérable à différents aléas naturels : météorologiques (tempête, orage, neige, grand froid, canicule ou sécheresse), mouvements de terrains et séisme (sismicité faible). Il est également exposé à un risque technologique, le transport de matières dangereuses, et à un risque particulier : le risque de radon. Un site publié par le BRGM permet d'évaluer simplement et rapidement les risques d'un bien localisé soit par son adresse soit par le numéro de sa parcelle.

#### Risques naturels

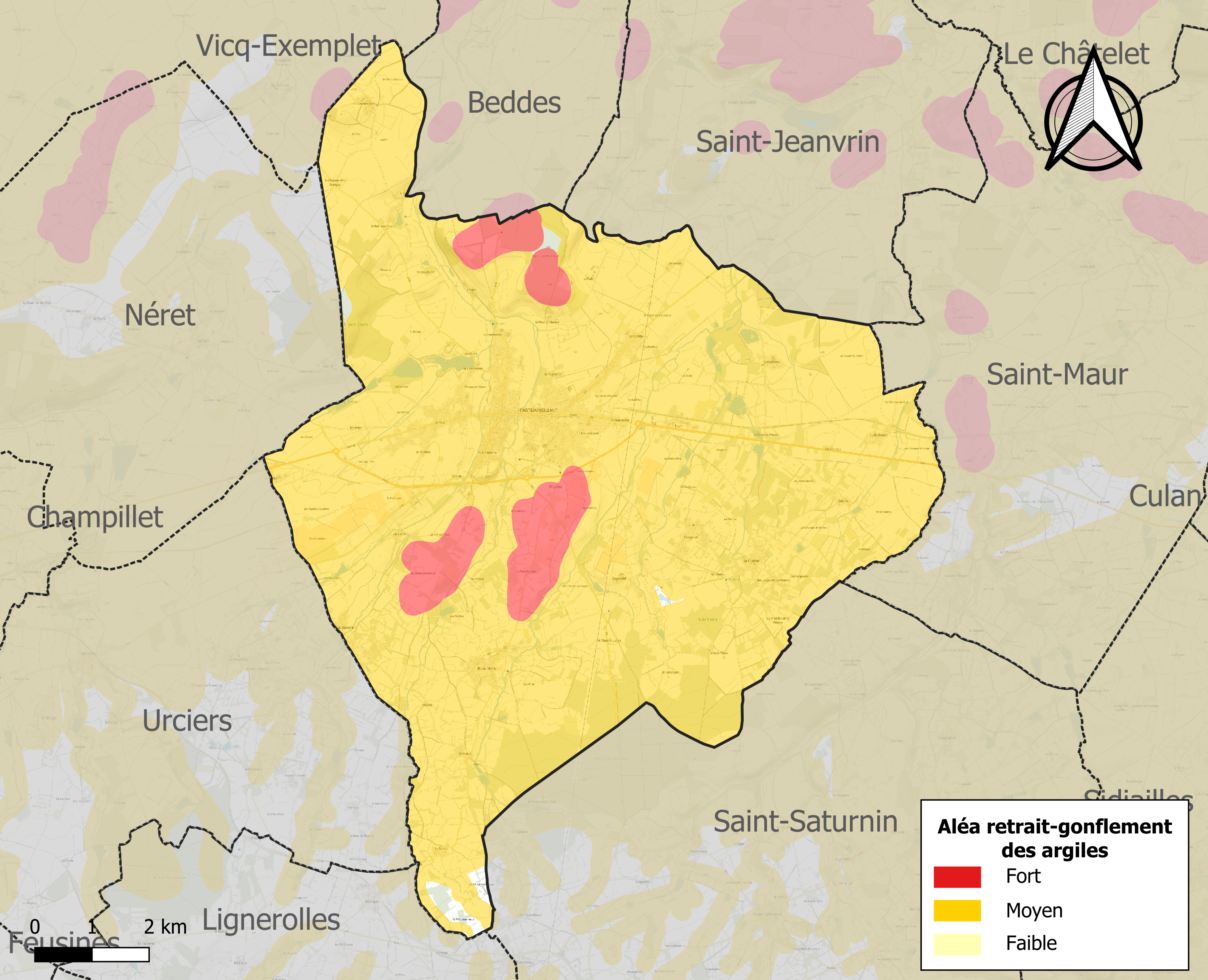
Carte des zones d'aléa retrait-gonflement des sols argileux de Châteaumeillant.

La commune est vulnérable au risque de mouvements de terrains constitué principalement du retrait-gonflement des sols argileux. Cet aléa est susceptible d'engendrer des dommages importants aux bâtiments en cas d’alternance de périodes de sécheresse et de pluie. 99,2 % de la superficie communale est en aléa moyen ou fort (90 % au niveau départemental et 48,5 % au niveau national). Sur les 1 286 bâtiments dénombrés sur la commune en 2019, 1285 sont en aléa moyen ou fort, soit 100 %, à comparer aux 83 % au niveau départemental et 54 % au niveau national. Une cartographie de l'exposition du territoire national au retrait gonflement des sols argileux est disponible sur le site du BRGM,.
Concernant les mouvements de terrains, la commune a été reconnue en état de catastrophe naturelle au titre des dommages causés par la sécheresse en 1989, 2011, 2018, 2019 et 2020, par des mouvements de terrain en 1999 et par des glissements de terrain en 1994.

#### Risques technologiques
Le risque de transport de matières dangereuses sur la commune est lié à sa traversée par des infrastructures routières ou ferroviaires importantes ou la présence d'une canalisation de transport d'hydrocarbures. Un accident se produisant sur de telles infrastructures est en effet susceptible d’avoir des effets graves au bâti ou aux personnes jusqu’à 350 m, selon la nature du matériau transporté. Des dispositions d’urbanisme peuvent être préconisées en conséquence.

#### Risque particulier
Dans plusieurs parties du territoire national, le radon, accumulé dans certains logements ou autres locaux, peut constituer une source significative d’exposition de la population aux rayonnements ionisants. Toutes les communes du département sont concernées par le risque radon à un niveau plus ou moins élevé. Selon la classification de 2018, la commune de Châteaumeillant est classée en zone 3, à savoir zone à potentiel radon significatif.

## Toponymie
Châteaumeillant correspond au Mediolanum Biturigum, l'oppidum des Bituriges Cubes, peuple gaulois dont la capitale était Avaricum (Bourges).  
Traditionnellement l'on attribue au toponyme Mediolanum (Mediolanon en Gaulois) le sens de « [localité au] milieu de la plaine », « plaine du milieu » ou « plaine médiane »
L'historien français Henri Martin a suggéré dès le xixe siècle que Mediolanum pouvait signifier « centre de la région », identifiant ainsi un sanctuaire « central », c'est-à-dire un lieu de culte et de nombreux chercheurs après lui considèrent cette théorie du xixe siècle comme exacte, avec la nuance toutefois de « centre sacré ». Selon Christian-J. Guyonvarc'h et Françoise Le Roux, le toponyme aurait été donné à une soixantaine de cités en Gaule et signifierait « sanctuaire central ».
Par rapport aux autres villes de même nom, le Médiolanum de Châteaumeillant est véritablement au centre du monde gaulois. Les villes nommées Mediolanum sont dans un premier temps des villes-centres tant du point de vue fonctionnel qu'administratif et religieux.
D'autres Mediolanum furent fondées à la frontière de deux peuples, presque à équidistance de leurs deux villes.
Au Moyen-Âge, la ville est désignée comme Médiolano Castro sur des monnaies de la période mérovingienne et Grégoire de Tours cite plusieurs fois la ville de Castrum Mediolanense. On retrouve bien les origines du nom actuelle de la ville bien que castrum ou castro se réfère à un camp militaire non pas à un château. La présence d'une « Rue du Camp Romain » en témoigne.
Dans une publication récente du Bulletin de la Société Française de Numismatique datée d'octobre 2023, il est indiqué que les deniers frappés à Châteaumeillant lors du règne de Eudes et Raoul II de Déol entre 1160 et 1218 portent les mentions Melhiares ou Melianus avec Chastellom Melhiares mais aussi Cast Mellani.
L'édification du château débute en 1152. La cité est par la suite mentionnée comme Château-Meillant notamment sur des gravures de 1655. Au cours de la Révolution française, la commune porte provisoirement le nom de Tell-le-Grand.

## Histoire
Cette cité, dont les coteaux voisins produisent des vins gris réputés, a joué à l'époque gallo-romaine un rôle important comme marché et centre de voies de communication. Elle aurait été évangélisée par saint Genès, martyrisé, croit-on, à l'emplacement de l'église actuelle.

### Antiquité
Nommée Mediolanum (la « plaine du milieu ») dans l’Antiquité, la ville de Châteaumeillant est habitée depuis au moins la fin du IIIe siècle av. J.-C. Un siècle plus tard, cet oppidum gaulois (place forte) avait été protégé par un important rempart, entourant une précédente enceinte faite de poutres entremêlées avec de la terre, avec un parement de pierres, que César nommera murus gallicus.
Plus de 600 amphores retrouvées sur le site témoignent d’un intense commerce avec le bassin méditerranéen d’où ses habitants font surtout venir du vin d’Italie. Une fois vides, elles étaient entreposées dans des caves à amphores qui font la célébrité du site. Ces caves ont été retrouvées dès la fin du XIXe et dans la seconde moitié du XXe siècle dans les jardins des Castelmeillantais, dans le quartier Saint-Martin, au sud de l’agglomération.
Au milieu du Ier siècle av. J.-C., alors que la guerre des Gaules fait rage, Jules César arrive en Berry. Malgré la défense accrue de l’oppidum avec la construction d’un rempart massif en terre dans sa partie sud (encore très bien visible), Mediolanum, comme une vingtaine d’autres villes bituriges, a probablement été incendiée à cette période sur les ordres de Vercingétorix qui pratiquait la politique de la terre brûlée.
L’époque gallo-romaine, quant à elle, est surtout connue par de nombreux puits à eau creusés dans toute la ville. Dans ces puits, les archéologues retrouvent de très nombreux vestiges. Mediolanum est alors une station routière sur la voie conduisant d’Argentomagus à Clermont-Ferrand, mentionnée sur la table de Peutinger.

### Moyen-Âge
La ville a été le siège d'un atelier monétaire aux temps mérovingiens et au XIIIe siècle.
On trouve la trace de la culture de la vigne dès le VIe siècle.
En 583, la ville voit s'affronter le roi Chilpéric Ier, de Neustrie, et son frère Gontran, roi de Bourgogne.
La famille de Guillebaud est originaire du château de la Roche-Guillebaud, situé aux confins du Cher et de la Creuse, à l'extrémité ouest du département de l'Allier, à huit kilomètres au sud du château de Culan, sur la commune de Saint-Éloy-d'Allier. Elle s'est emparée de la châtellenie de Châteaumeillant au début du XIe siècle.
Début 1115, à la mort d'Adalard Guillebaud,, seigneur de Saint-Chartier, de Châteaumeillant, de Cluis-Dessous et de Neuvy, ses possessions sont passées à Raoul le Vieil, seigneur prince de Déols qui est marié à sa fille Beatrix (alias Fénion). Son frère Guillaume Guillebaud n'hérite que de Château-Guillebaud et du château de Rochefort sur le plateau de Millevaches (en plein Limousin ; il en devait l’hommage aux vicomtes de Ventadour).
En 1141, Raoul de Déols meurt. Ses possessions passent à son fils, Ebbes II, mort en 1160. Nouvelle bataille en 1152 entre le roi Louis VII et Ebbes II de Déols qui est un vassal d'Henri Plantagenêt.
En 1188, Philippe II Auguste enlève à Henri II Plantagenêt une série de places et a démembré la principauté de Déols. La ville a comme seigneurs les plus grandes familles féodales : les princes de Déols seigneurs de Châteauroux, les vicomtes de Brosse (car Marguerite de Déols, dame de Sainte-Sévère, Boussac, Huriel, Lapeyrouse, fille d'Ebbes III († v. 1256), marie Roger de Brosse) et les Bomès/Bommiers en 1226 (car Robert IV de Bometz, sire de Blazon, Mirebeau et Chemelliers, marie Mahaud, fille d'Ebbes III de Déols et sœur cadette de Marguerite), les Sully (1282 ; car Henri III de Sully épouse Marguerite, fille de Robert IV de Bommiers et Mahaut de Déols : leur fils est Henri IV de Sully), les La Trémoille (1385 ; issus des Sully : cf. Georges Ier), les d'Albret (1401 ; issus des Sully : cf. Charles II et son petit-fils Jean, ce dernier étant le cousin germain d'Alain, père de Charlotte, dame - entre autres terres - de la Mothe-Feuilly et de Néret, qu'on retrouvera plus loin), les Foix-Lautrec (1527 ; car Odet de Foix marie Charlotte d'Albret d'Orval), les Clèves (1553) et les Gonzague (1577) de Nevers (issus des d'Albret : cf. François de Clèves et Jean d'Albret).

### Temps modernes
Le 22 février 1588, Louis de Gonzague, duc de Nevers, dernier seigneur héréditaire de Châteaumeillant, vendit sa châtellenie-baronnie à Georges de Gamaches (né v. 1560-† v. 1624/1628 ; vicomte de Raymond, sire de Jussy et Quincampoix, chambellan d'Henri III et d'Henri IV, défenseur en 1589 des droits du roi en Berry contre le ligueur Claude de La Châtre, notamment à Issoudun et au Dorat). Son fils Charles († 1630) est suivi de son propre fils Jean-Frédéric de Gamaches, qui l'aliène le 19 mai 1644 à Jean Fradet de Saint-Août († 1659 ; époux de Marie-Jeanne, fille de Josué de Saint-Gelais-Lusignan de Puy-Jourdain : parents d'Antoine-Armand Fradet), maréchal de camp et lieutenant-général de l'Artillerie de France, en faveur de qui la châtellenie est érigée en comté en juin 1644 par le jeune Louis XIV.
- Le 2e comte Antoine-Armand Fradet, aussi baron de Saint-Janvrin, Bourdelles (cf. Denis Jeanson :Toponymie > Bourdeille), Vignon et Vouzeron, vicomte de la Motte-Feuilly, de Néret[26] et de Villeminard, conseiller du roi, lieutenant-général en Berry, meurt tué lors de la Guerre de Hollande en 1675, laissant tous ses biens à sa sœur,
- Jeanne-Marie Fradet de Saint-Août († le 15 décembre 1738), 3e comtesse de Châteaumeillant, bienfaitrice de l'Hôtel-Dieu de Châteaumeillant (1683), mariée en mai 1674 avec Jacques du Plessis-Châtillon de Nonant († 1707).

Leur fils Louis Ier du Plessis-Châtillon (né le 31 janvier 1678 et † le 13 février 1754 ; sa sœur Jeanne-Marie du Plessis-Châtillon (1686-1763) épouse en 1709 Philippe-Charles d'Estampes de La Ferté-Imbault (v. 1684-1737) ; leur frère Anne-Hilarion du Plessis est reçu chevalier de Malte en février 1726), colonel du régiment de Provence en 1700, brigadier en 1704, maréchal de camp en 1718 et lieutenant-général en 1734, gouverneur d'Argentan, 4e comte de Châteaumeillant en 1738, marquis de Saint-Août et de Nonant, sire de Saint-Gelais et de La Mothe-Feuilly, épouse 1° en 1712 Anne, fille de Jean Neyret de La Ravoge, Grand-audiencier de France et trésorier général de la Marine, puis 2° en 1718 Catherine-Pauline (1699-1773), fille de Jean-Baptiste Colbert de Torcy. Louis et sa 2e femme Catherine-Pauline Colbert laissent entre autres enfants :
- Louis II Henri-Félix du Plessis-Châtillon (né le 24 novembre 1726-† dès le 25 août 1754 ; sans postérité de sa femme Marie-Madeleine-Louise, mariée en juin 1753, fille de François-Dominique de Barberie de Saint-Contest, diplomate et secrétaire d'État aux Affaires étrangères), 5e comte de Châteaumeillant ;
- et Marie-Félicité du Plessis-Châtillon (née le 7 octobre 1723 ; mariée en novembre 1745 à François-Antoine de Chabannes, marquis de la Palice, lieutenant-général des Armées, gouverneur de Verdun, † le 23 décembre 1754), 6e comtesse de Châteaumeillant, qui vend la terre de Châteaumeillant et ses biens du Berry le 13 novembre 1757 à Jean Pâris de Monmartel (1690-1766 ; x 1746 Marie-Armande de Béthune-Chabris, sœur d'Armand-Louis de Béthune).

Son fils, Armand Pâris (1748-1781), marquis de Brunoy, 8e comte de Châteaumeillant, dilapide sa fortune. Ses héritiers démembrent et vendent par parties le comté de Châteaumeillant : Saint-Jeanvrin à Luc Chénon ; La Mothe-Feuilly au sieur de Maussabré ; Néret et Boulaize à Robin de La Cotardière ; et Châteaumeillant à Pierre-Michel de Brosse, vicomte de Brosse et seigneur de Sainte-Sévère, 9e et dernier comte de Châteaumeillant, émigré lors de la Révolution (mais sa femme la vicomtesse de Brosse, devenue la citoyenne Bizemont-Debrosse, reste en Berry où elle aliène peu à peu ses biens), puis rentré en France et domicilié à Paris, le couple liquidant alors complètement le domaine et le château mutilés (vente ultime au sieur Goutasson en 1808).

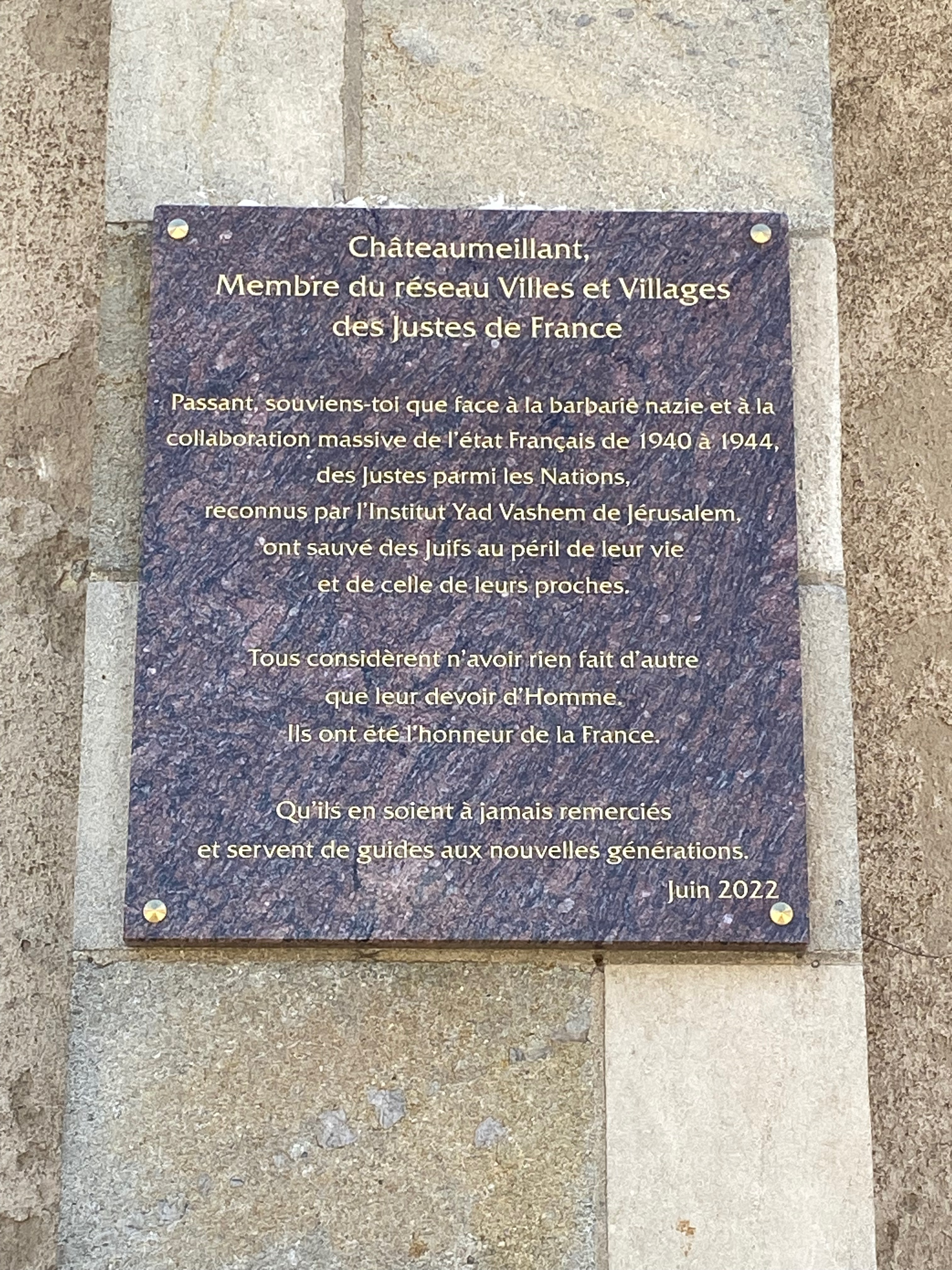
Membre du réseau Villes et Villages des Justes de France

Le château est gouverné notamment par les capitaines Berenger de Chamborant (1517), René de Buchepot, Claude de Buchepot (1558, frère du précédent), Bariot (1559), de la Chassaigne (1573), Jean de Cullon (1688), Christophe de Leysterie, Nicolas Ernault (1750).
La ville fut chef-lieu de district de 1790 à 1800.

### Histoire contemporaine
Pendant l'Occupation, les habitants protégent une quarantaine de familles juives qui s'y sont réfugiées, en les cachant et les soustrayant aux poursuites des autorités de l'État français ainsi que des troupes d'occupation allemandes,. Depuis 2004, sur l'un des piliers de la Halle, à l'extérieur, on peut voir une plaque qui rappelle ces événements,,,.
La ville est admise au réseau « Villes et Villages des Justes de France » et une plaque commémorative est apposée, à côté de la première, en juin 2022.

## Politique et administration

### Liste des maires
| Période                                  | Période      | Identité                   | Étiquette      | Qualité                                                                            |
| ---------------------------------------- | ------------ | -------------------------- | -------------- | ---------------------------------------------------------------------------------- |
| Les données manquantes sont à compléter. |              |                            |                |                                                                                    |
| 1941                                     | 1944         | Maurice Delaire            | Rad.           |                                                                                    |
| ?                                        | ?            | Armand Desternes           | PCF            | Ouvrier du bâtiment puis vigneron Nommé maire                                      |
| 1947                                     | 1953         | Maurice Delaire            | Rad.           | Conseiller général du canton de Châteaumeillant (1945 → 1958)                      |
| 1953                                     | 1982         | Georges Mallet de Vandègre | SFIO puis PS   | Conseiller général du canton de Châteaumeillant (1958 → 1976)                      |
| 1982                                     | 1987 (décès) | Georges Dumas              | UDF-CDS        | Conseiller général du canton de Châteaumeillant (1976 → 1987)                      |
| 1987                                     | mars 1989    | Georges Magnin-Feysot      | DVD            | Vétérinaire                                                                        |
| mars 1989                                | juin 1995    | François Perrot            |                | Médecin                                                                            |
| juin 1995                                | mars 2008    | Georges Magnin-Feysot      | DVD (app. UMP) | Vétérinaire retraité Conseiller général du canton de Châteaumeillant (1994 → 2008) |
| mars 2008                                | octobre 2019 | Guy Bergerault             | DVD            | Retraité de la fonction publique                                                   |
| janvier 2020                             | mai 2020     | Délégation spéciale        |                |                                                                                    |
| mai 2020                                 | en cours     | Frédéric Durant            |                | Gendarme retraité                                                                  |

### Politique environnementale

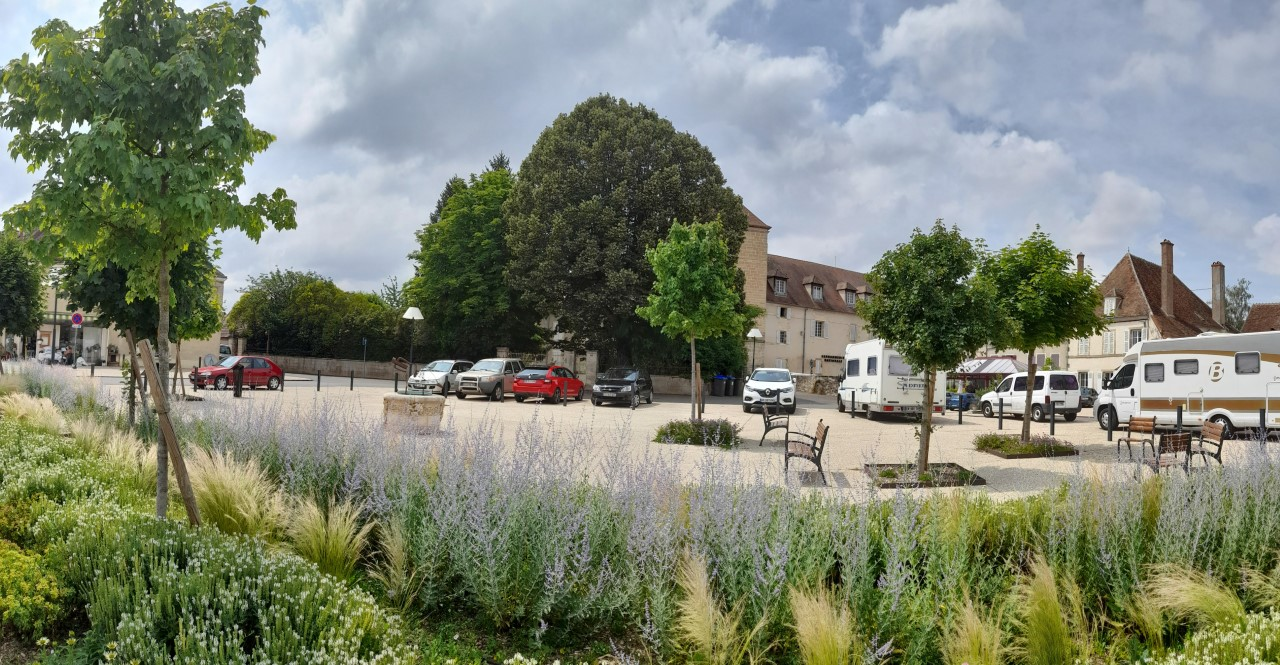
Châteaumeillant, cadre de vie, fleurissement 2022

Le Conseil National des Villes et Villages Fleuris de France a attribué deux fleurs à la commune au Concours des villes et villages fleuris.

## Démographie
La communauté de Châteaumeillant est en crise démographique au début du XVIIIe siècle, puisqu’elle passe de 305 feux en 1709 à 286 en 1726. L’hiver de 1709-1710 notamment cause de nombreuses pertes, ainsi que la grande canicule de 1719 (qui tua beaucoup par dysenterie).
L'évolution du nombre d'habitants est connue à travers les recensements de la population effectués dans la commune depuis 1793. Pour les communes de moins de 10 000 habitants, une enquête de recensement portant sur toute la population est réalisée tous les cinq ans, les populations de référence des années intermédiaires étant quant à elles estimées par interpolation ou extrapolation. Pour la commune, le premier recensement exhaustif entrant dans le cadre du nouveau dispositif a été réalisé en 2007.

En 2022, la commune comptait 1 666 habitants, en évolution de −10,24 % par rapport à 2016 (Cher : −2,48 %, France hors Mayotte : +2,11 %).
| 1793  | 1800  | 1806  | 1821  | 1831  | 1836  | 1841  | 1846  | 1851  |
| ----- | ----- | ----- | ----- | ----- | ----- | ----- | ----- | ----- |
| 2 394 | 1 980 | 2 018 | 2 402 | 2 453 | 3 062 | 2 711 | 2 777 | 3 030 |

| 1856  | 1861  | 1866  | 1872  | 1876  | 1881  | 1886  | 1891  | 1896  |
| ----- | ----- | ----- | ----- | ----- | ----- | ----- | ----- | ----- |
| 3 071 | 3 130 | 3 404 | 3 426 | 3 468 | 3 745 | 3 866 | 3 892 | 3 790 |

| 1901  | 1906  | 1911  | 1921  | 1926  | 1931  | 1936  | 1946  | 1954  |
| ----- | ----- | ----- | ----- | ----- | ----- | ----- | ----- | ----- |
| 3 974 | 3 815 | 3 756 | 3 248 | 3 147 | 2 925 | 2 930 | 2 805 | 2 620 |

| 1962  | 1968  | 1975  | 1982  | 1990  | 1999  | 2006  | 2007  | 2012  |
| ----- | ----- | ----- | ----- | ----- | ----- | ----- | ----- | ----- |
| 2 594 | 2 528 | 2 429 | 2 186 | 2 081 | 2 058 | 2 084 | 2 088 | 2 002 |

| 2017  | 2022  | - | - | - | - | - | - | - |
| ----- | ----- | - | - | - | - | - | - | - |
| 1 780 | 1 666 | - | - | - | - | - | - | - |

## Économie

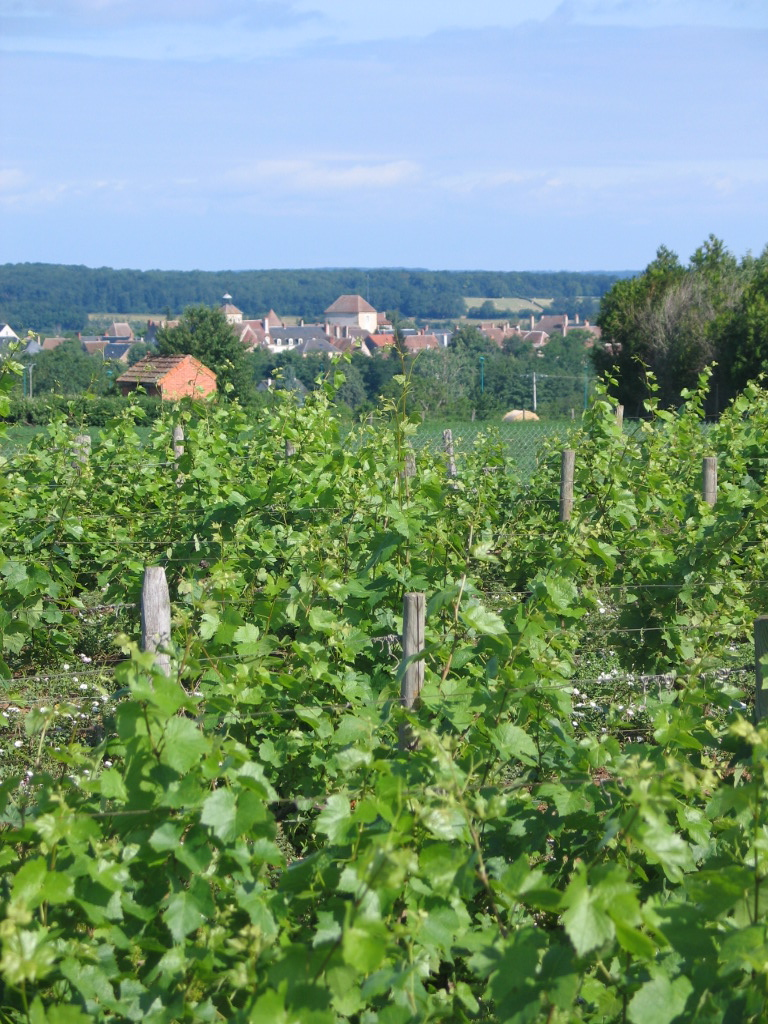
La vigne à Châteaumeillant

- Châteaumeillant vit de l’agriculture, avec des éleveurs (mouton, bovins), mais surtout de la viticulture.
- Un marché au cadran, où se vendent aux enchères électroniques les ovins et les bovins, est installé sur l'emplacement de l'ancienne gare, tout près de la voie de contournement qui emprunte le tracé de l'ancienne voie ferrée. La zone d'activité comporte aussi un fournisseur de matériel agricole, un centre tri de la poste, et d'autres entreprises.

## Enseignement
- Collège multisite Axel Kahn
- École élémentaire et maternelle de Châteaumeillant.

## animations culturelles
- Cinémobile.
- Vendredis culturels, chaque 2e vendredi du mois : animation culturelle (concert, théâtre, conférence...).

## Sports

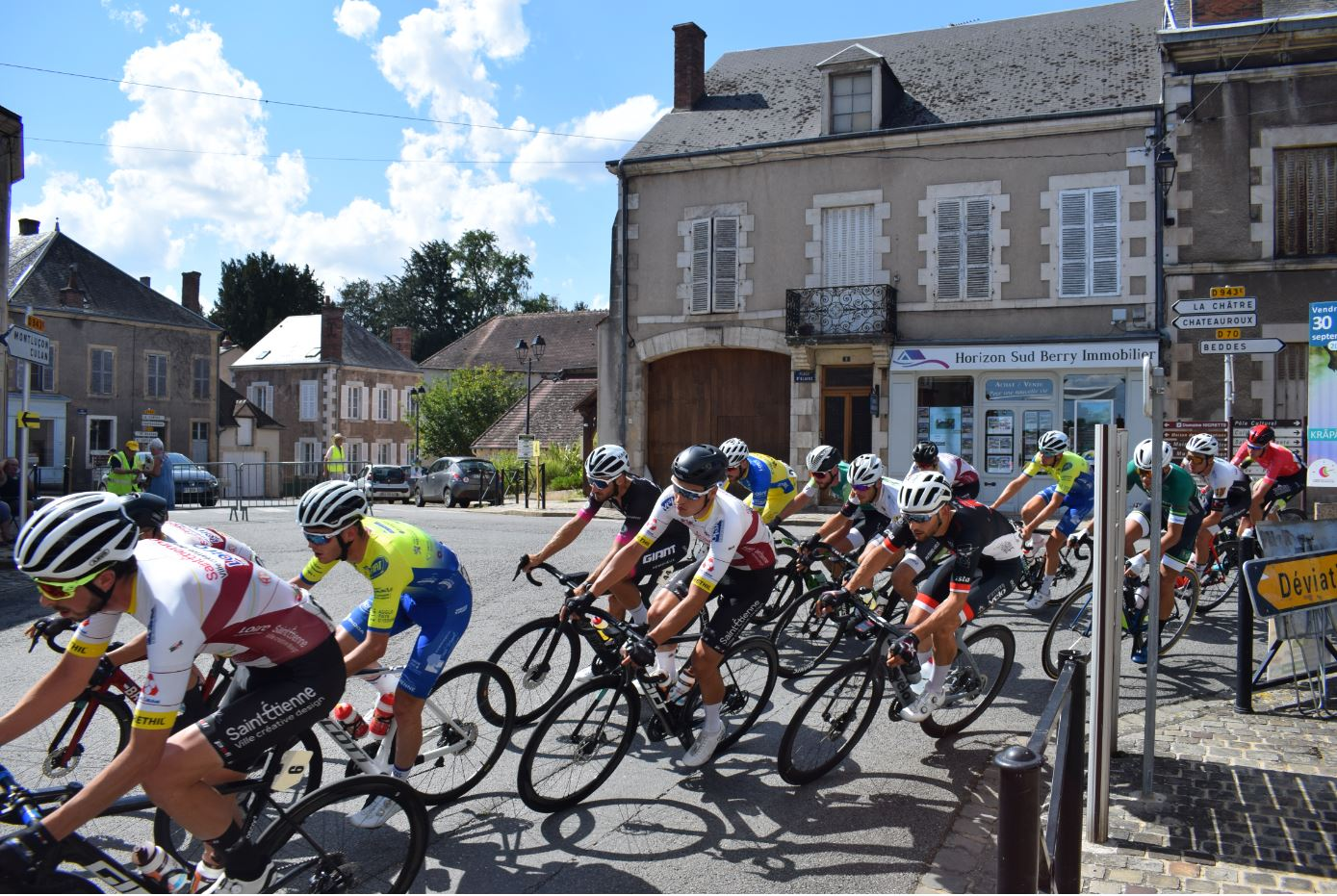
Fête des Grattons 2022, course cycliste dans la ville de Châteaumeillant

- La commune de Châteaumeillant est équipée de plusieurs infrastructures sportives, notamment le gymnase Georges-Mallet-de-Vandègre et divers terrains de pétanque. Situé aux abords du camping, le stade municipal Georges-Dumas propose deux terrains de football ainsi que deux courts de tennis et, non loin de là, la salle du mille club. De nombreuses randonnées pédestres ou cyclistes sont possibles dans les campagnes castelmeillantaises, dont certaines sont balisées.
- La ville a été ville-étape de la route de France internationale féminine en 2006. Elle a également été départ d'étape du Trophée d'Or, une course cycliste internationale féminine, organisée par Robert Peyrot en 2007 et 2009.
- Une piscine municipale a ouvert ses portes en juin 2015[46]. Elle jouxte le camping municipal. La piscine est ouverte, de 25 mètres de long et 12 de large, et l'eau est chauffée en permanence à 25°.

## Tourisme

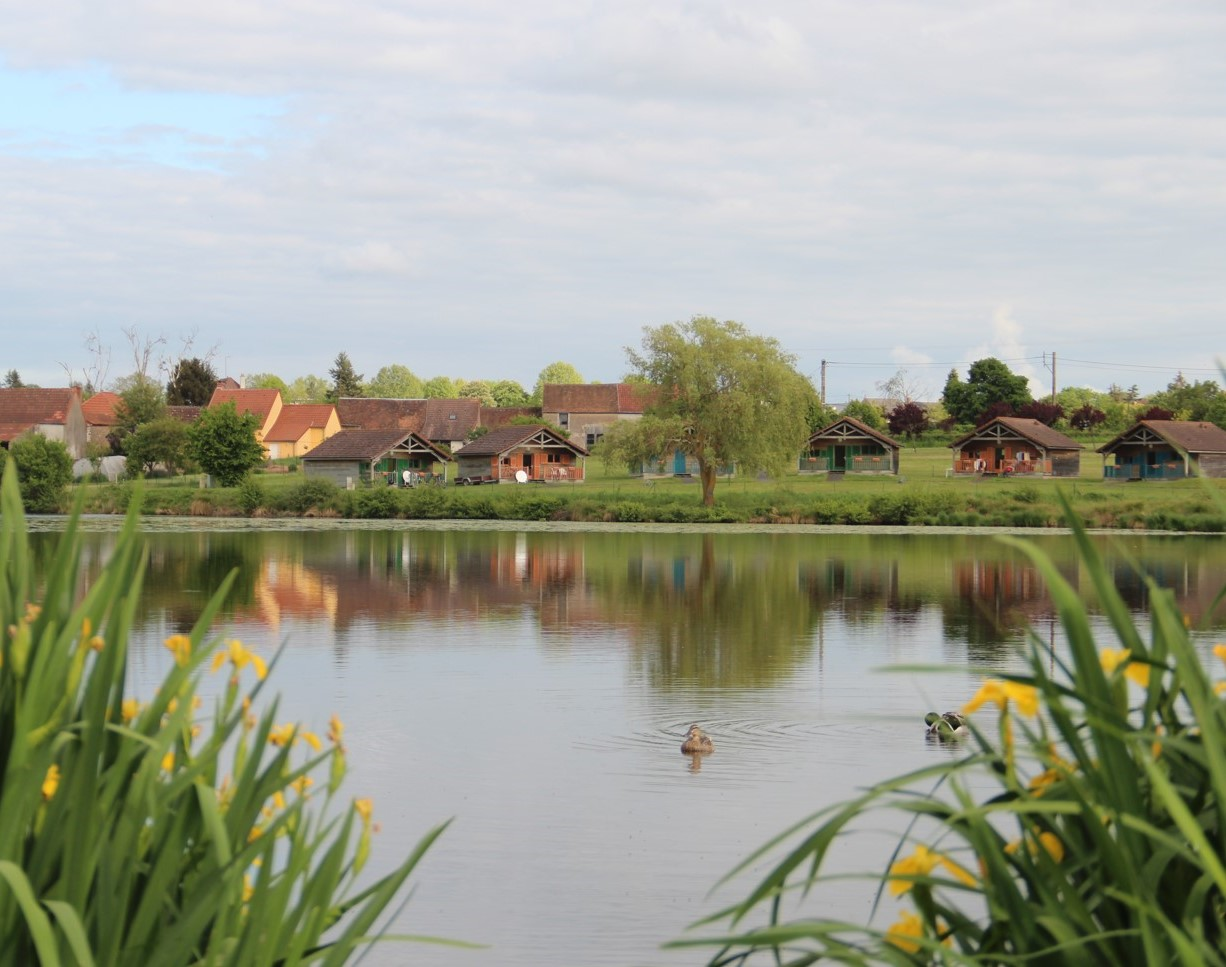
Hébergements de l'étang Merlin de Châteaumeillant

- Office de tourisme classé 2 étoiles ;
- Camping municipal, 3 étoiles, 32 emplacements ;
- Gîte d’accueil de groupe pouvant accueillir 35 personnes.
- Chalets, 6 classés 2 épis Gîtes de France et 1 étoile meublés de tourisme

## Activités festives

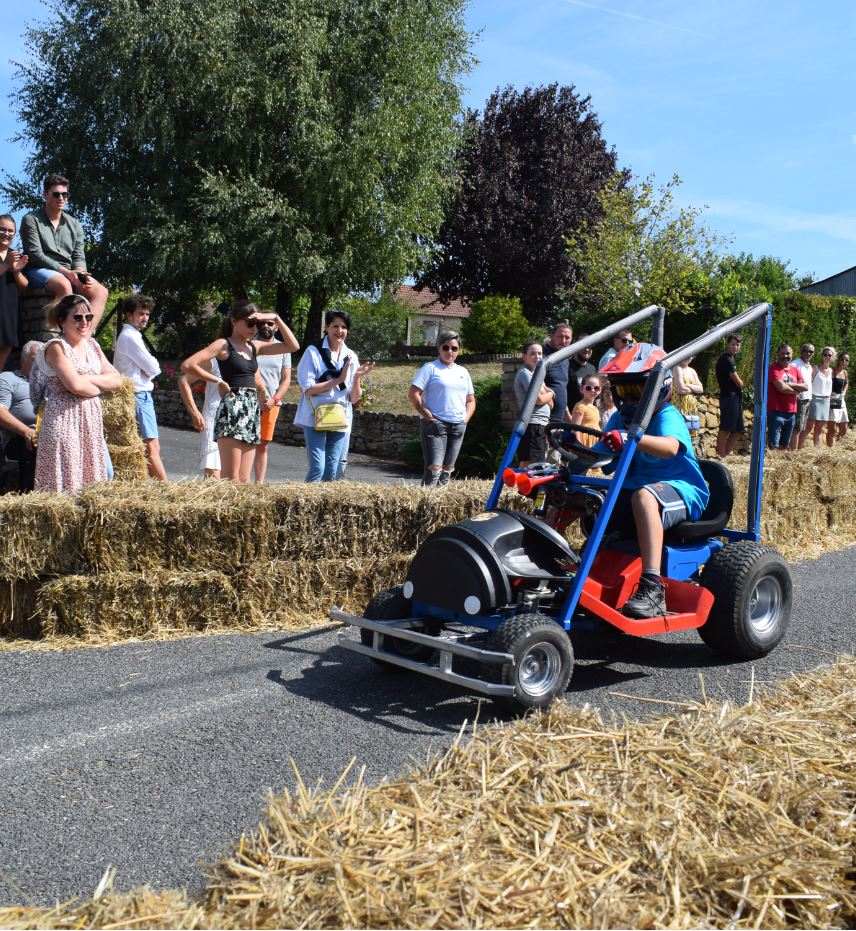
Fête des Grattons 2022, caisse à savon dans la ville de Châteaumeillant

- Foire aux vins : le week-end de Pâques.
- Fête des grattons : le premier week-end de septembre.
- La Saint Vincent : le dimanche le plus proche du 22 janvier.
- Marché de Noël : le Vendredi à la mi-décembre.
- Comice agricole : tous les sept ans, le comice a lieu dans le chef-lieu du canton (l’ancien canton de Châteaumeillant comprend 11 communes). En 2017, il a lieu en même temps que la fête des grattons.

## Culture et patrimoine

### Lieux et monuments

#### Patrimoine religieux

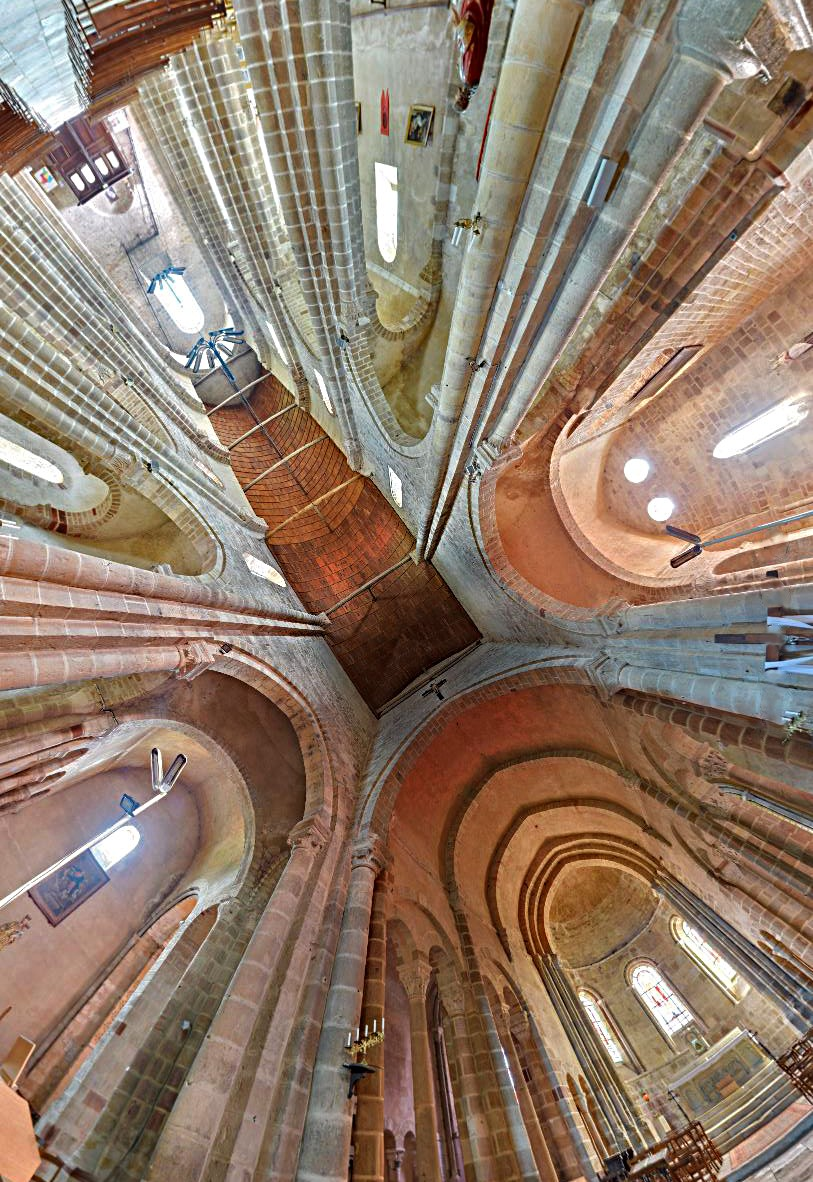
Eglise romane de Châteaumeillant

- Église Saint-Genès[47] : cet édifice roman en grès gris (pierre de Saulzais), dont la construction remonte au début du XIIe siècle, est un exemple remarquable de l'art roman en Berry. À l'intérieur, des chapiteaux historiés représentent la création, un bestiaire fantastique, des plantes. La nef romane est couverte d'une voûte en bois (restaurée récemment). Le mobilier comprend un tableau de saint Gervais[48] du XVIIIe siècle et des grilles en fer forgé (clôture de chœur) de la même époque. Vitraux du XIXe siècle ; d'autres, installés en 1994, sont l'œuvre de Jean Mauret, maître verrier à Saint-Hilaire-en-Lignières. À l'extérieur, le pignon de la façade a été remplacé par un clocher en 1857. L'église est classée monument historique[49].

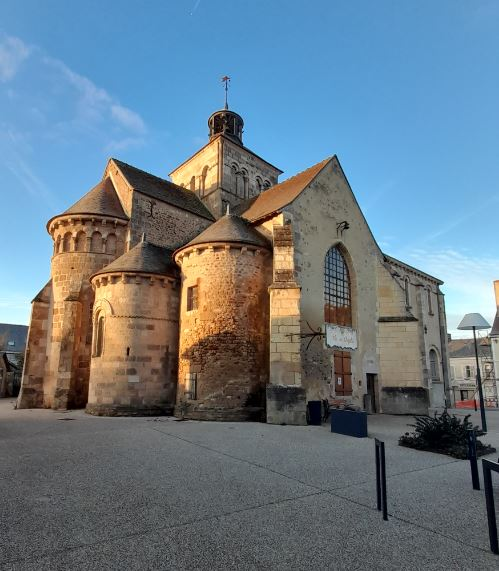
Le Chapitre, ancienne chapelle des seigneurs de Châteaumeillant

- Église Notre-Dame-la-Petite, dite « du chapitre » : sa construction remonte aux Xe et XIIe siècles. C’était la chapelle du château. En 1517, fondation d'un collège de chanoines réguliers par Jean d'Albret[50], seigneur de Châteaumeillant, d'où le nom de « chapitre ». À la Révolution, son clocher est abattu et la nef de l’église est transformée en halle couverte pour les marchés. Au-dessus de la halle est aménagée une salle de spectacle. L'abside a servi tour à tour de prison, de justice de paix, de salle de mariage, enfin de mairie jusqu'en 2005, avant que celle-ci ne déménage à côté en 2005. Elle abrite ensuite le siège de la communauté de communes Boischaut-Marche, qui s'étend sur les onze communes du canton de Châteaumeillant. La nef de l'église est transformée en Musée des métiers anciens à l'été 2015. Ce bâtiment du chapitre est classé monument historique[51]. Sur la partie haute de l'abside et formant frise à la travée voûtée en berceau qui précède le cul-de-four de celle-ci, se trouvent des fresques du XIIIe siècle illustrant des scènes du Nouveau Testament. Un acrotère, de l'une des chapelles latérales, se trouve en remploi dans la façade de la bibliothèque, à côté de la mairie[52]. Il représente une grue, portant un écusson aux armoiries de Jean d'Albret[53], seigneur de Châteaumeillant, surmonté de la couronne comtale, un collier de l'ordre de Saint-Michel entourant l'écusson.

#### Patrimoine civil
- Musée archéologique Émile-Chénon : installé dans un logis du XVe siècle appelé Maison Grégueil, le musée, fondé en 1961 par l'archéologue Jacques Gourvest, présente une collection de près de 350 amphores gréco-italiques et italiques découvertes dans des caves à amphores sur l’oppidum, ainsi que des céramiques gallo-romaines de fabrication locale ou importées. Les différents objets trouvés lors des fouilles comprennent, en plus des amphores et des céramiques, des meules à céréales, monnaies, urnes funéraires, statues, sarcophages et un trésor en bronze découvert dans un puits gallo-romain en 2012. Le musée est labellisé musée de France, et le bâtiment est inscrit aux monuments historiques en 1964[54].
- Musée des métiers anciens : ce nouvel espace est aménagé dans la halle de l’ancienne église du chapitre à l'été 2015. Il rassemble l'ensemble des collections médiévales auparavant exposées au musée Émile Chénon, enrichies de présentations de vieux métiers (vigneron, forgeron, sabotier, etc) et au centre un gigantesque pressoir à vin.
- Oppidum de Mediolanum Biturigum, cet imposant oppidum fut fouillé par Émile Chénon (1857-1927) et de 1957 à 1984 par Émile Hugoniot et Jacques Gourvest. Les fouilles qui furent reprises en 2001 ont permis de retrouver un exceptionnel dépôt d'époque gallo-romaine. En 2012, furent découverts dans le puits 269, plus de 5 000 objets et débris dont des pièces d’orfèvrerie, œnochoé, serrure avec son cache-entrée représentant le buste d'Hercule, cheval à bec verseur, lion en bronze massif, pièces exposées au musée Chénon.

### Personnalités liées à la commune
- Charlotte de Bourgogne comtesse de Rethel et épouse de Jean d'Albret seigneur d'Orval et de Châteaumeillant, morte à Châteaumeillant le 23 août 1500 et inhumée dans l'église Notre-Dame-la-Petite de Châteaumeillant.
- Nicolas Auclert (1760-1860), révolutionnaire français.
- Nicolas Jean-Baptiste Boyard (1780-1860), politicien français, est né dans la commune[55].
- Émile Chénon (1857-1927), qui a écrit des ouvrages et des articles sur la ville et donné son nom au musée.
- Antoine Meillet (1866-1936), linguiste, professeur au Collège de France, fils de Jules Meillet, notaire à Châteaumeillant, et décédé lui-même à Châteaumeillant.
- Henry Meillant (1924-2011), pseudonyme de Henri Ravard, né à Châteaumeillant, écrivain, fondateur de la Société des poètes et artistes de France.
- David B. (1959-) a passé une partie de son enfance à Châteaumeillant.

### Héraldique
| Armes de Châteaumeillant | Les armes de Châteaumeillant se blasonnent ainsi : Écartelé : au 1er d'or aux trois fers de lance de sable, au 2e burelé d'argent et d'azur, au 3e d'azur à la croix alésée d'argent, au 4e d'azur aux deux fasces d'argent accompagnées de six besants du même. |